# Esercito svedese
L'esercito svedese (in svedese svenska armén) è la componente terrestre delle forze armate svedesi, ed è uno dei più antichi eserciti del mondo.

## Storia
Il primo nucleo dell'esercito reale svedese (kungliga svenska armén) nacque nel 1521, quando la popolazione della Dalarna scelse 16 giovani uomini come guardie del corpo del nobile ribelle Gustav Vasa, futuro primo re della Svezia indipendente, durante la guerra di liberazione svedese. Questa unità, la Guardia Reale, è perciò uno dei reparti militari più antichi ancora esistenti al mondo.
In vista dell'adesione alla NATO, nel 2023 la Svezia ha sottoscritto un accordo con gli Stati Uniti che mette a disposizione degli USA l'utilizzo di 17 basi militari. Nel maggio 2024 la Svezia si è dichiarata pronta ad ospitare armi nucleari sul proprio territorio nel caso di un attacco da parte di terzi, escludendo tale eventualità in tempo di pace. Danimarca e Norvegia avevano già siglato accordi simili con gli USA e la NATO in tal senso.

## Organizzazione
L'esercito svedese in tempo di pace è organizzato in reggimenti. Il numero dei reggimenti è progressivamente diminuito in seguito alla fine della guerra fredda, ma nel 2021 è iniziato un piano per espanderlo nuovamente.
Le forze armate svedesi sono passate durante gli anni '10 del 2000 da un reclutamento basato sulla coscrizione obbligatoria a un sistema completamente professionale. L'esercito svedese mantiene un personale attivo di circa 50.000 uomini, con 8 battaglioni meccanizzati istantaneamente disponibili e una forza completa di 71 battaglioni pronti per il dispiegamento entro una settimana. L'esercito consiste in 8 battaglioni di fanteria meccanizzata, 19 battaglioni di supporto comprendenti artiglieria, contraerea, genio, ranger e logistica, 4 battaglioni corazzati di riserva e 40 battaglioni di difesa territoriale.
Il re di Svezia è stato formalmente il comandante in capo dell'esercito fino al 1937, quando venne istituita la figura del comandante in capo dell'esercito (arméchefen) per guidare le forze terrestri in tempo di pace. In seguito ad una sostanziale riorganizzazione avvenuta nel 1994, il comandante in capo dell'esercito cessò di esistere e tutte le forze armate vennero centralizzate sotto il controllo del comandante supremo (överbefälhavaren). Nel 1998 venne introdotta la figura di ispettore generale dell'esercito (arméinspektören), mentre nel 2014 si ritornò al comandante in capo.
L'esercito svedese ha il primato mondiale nelle tecnologie 'stealth' sottomarine ed è all'avanguardia nel campo dei droni e dei sistemi radar.

## Struttura
A seguire le unità dell'organizzazione operativa dell'esercito.
- Guardia Reale (Kungsängen)
- Reggimento ussari della Guardia (Karlsborg)
- Reggimento dragoni del Norrland (Arvidsjaur)
- Reggimento di Skaraborg (Skövde)
- Reggimento della Scania Meridionale (Revingeby)
- Reggimento della Dalarna (Falun)
- Reggimento del Gotland (Visby)
- Reggimento del Norrbotten (Boden)
- Reggimento del Västernorrland (Sollefteå)
- Reggimento artiglieria di Boden (Boden)
- Reggimento artiglieria del Bergslagen (Kristinehamn)
- Reggimento genio del Göta (Eksjö)
- Reggimento di difesa aerea (Halmstad)
- Reggimento logistico del Göta (Skövde)

E le unità di supporto alla mobilitazione.
- Reggimento di comando (Enköping)
- Centro di medicina della difesa (Göteborg)
- Scuola di combattimento (Skövde)
- Centro di protezione CBRN (Umeå)

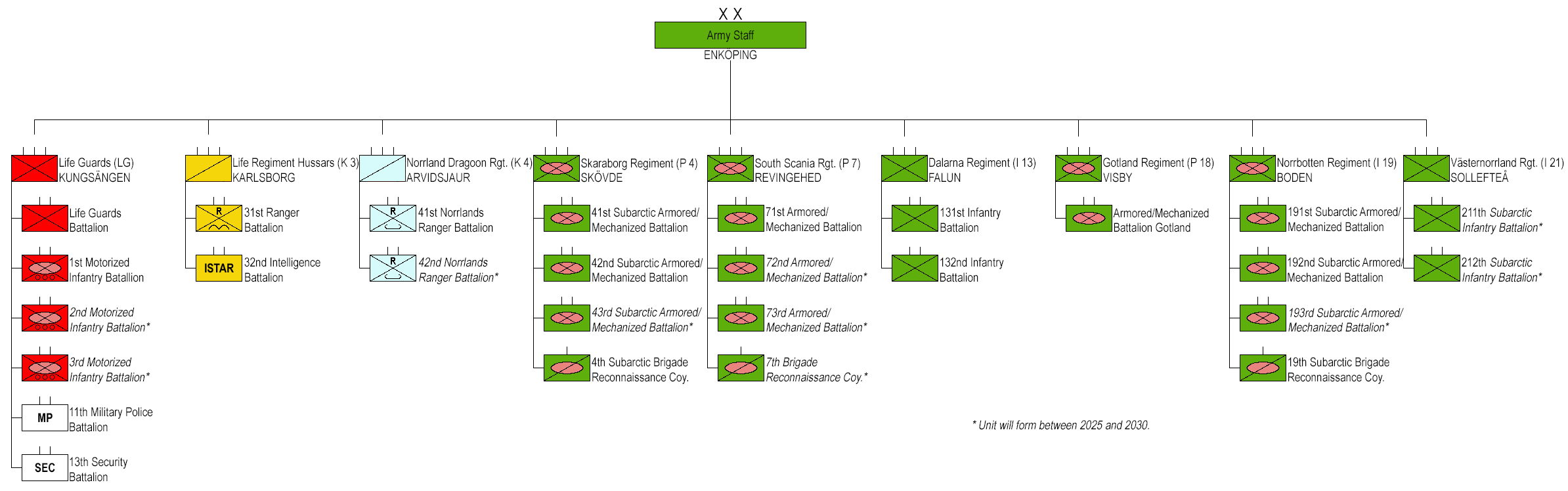
Formazioni di combattimento dell'esercito svedese, 2022

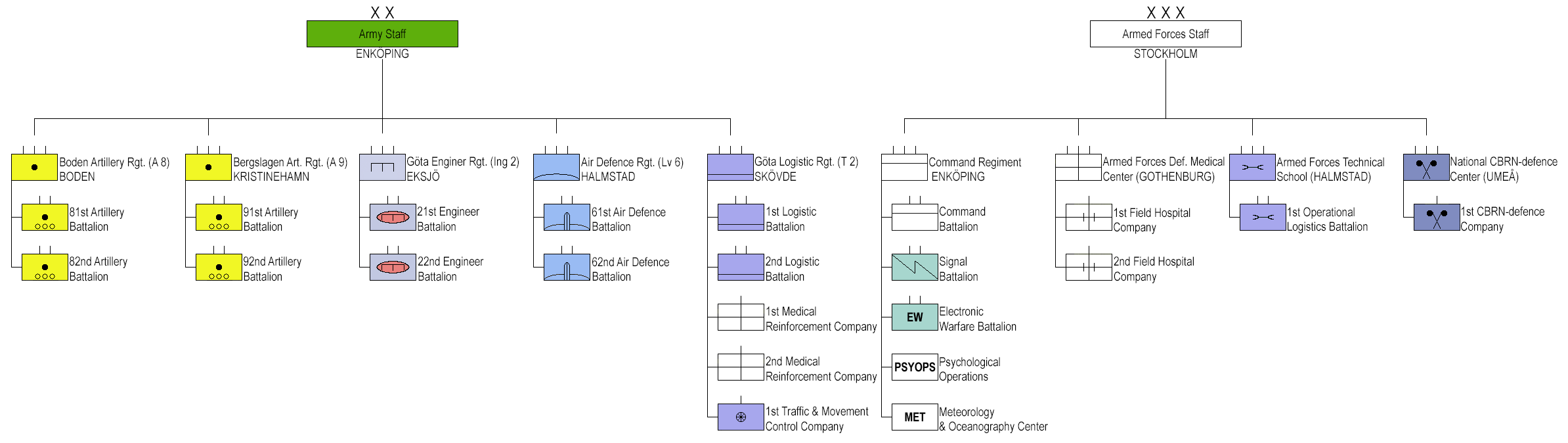
Formazioni di supporto dell'esercito svedese, 2022

## Equipaggiamento

### Veicoli
| Veicolo                                                                   | Origine                                                | Tipo | Quantità     | Foto         | Dettagli |              |
| Carri armati                                                              | Carri armati                                           | Carri armati | Carri armati | Carri armati | Carri armati | Carri armati |
| ------------------------------------------------------------------------- | ------------------------------------------------------ | --- | ------------ | ------------ | --- | ------------ |
| Stridsvagn 122Stridsvagn 122B                                             | Svezia                                                 | Carro armato da combattimento | 121          |              | Versione aggiornata e prodotta in Svezia del Leopard 2A5 tedesco. |              |
| Veicoli da combattimento della fanteria                                   |                                                        | |              |              | |              |
| Strf 9040AStrf 9040BStrf 9040B1Strf 9040CStrf 9040C+                      | Svezia                                                 | Veicolo da combattimento della fanteria                                                                                               | 354          |              | Veicolo da combattimento della fanteria svedese, equipaggiato con cannoncino Bofors da 40 mm. Distribuzione dei 354 mezzi nelle diverse varianti: A 208 esemplari, B 91, B1 13 e C 42. |              |
| Veicoli trasporto truppe                                                  |                                                        | |              |              | |              |
| Patgb 180                                                                 | Svezia                                                 | Veicolo trasporto truppe | 55           |              | Sisu XA-180S prodotto in Finlandia, equipaggiato con mitragliatrice Ksp 88 da 12,7 mm.                                                                                                 |              |
| Patgb 203 APatgb 203 B                                                    | Svezia                                                 | Veicolo trasporto truppe | 148          |              | Patria XA-203S prodotto in Finlandia, versione A equipaggiata con cannoncino Hispano-Suiza da 20 mm e versione B con sistema a controllo remoto Vapenstation 01.                       |              |
| Patgb 360                                                                 | Svezia                                                 | Veicolo trasporto truppe | 113          |              | Patria XA-360 AMV prodotto in Svezia, equipaggiato con sistema a controllo remoto Vapenstation 01.                                                                                     |              |
| Veicoli all-terrain                                                       |                                                        | |              |              | |              |
| Bv 206                                                                    | Svezia                                                 | Veicolo all-terrain cingolato | 1000         |              | Veicolo all-terrain cingolato articolato di produzione svedese. |              |
| Bv 309                                                                    | Svezia                                                 | Veicolo all-terrain cingolato | 93           |              | Veicolo all-terrain cingolato di produzione svedese, noto con il nome commerciale di Bv 206S.                                                                                          |              |
| Bv 410                                                                    | Svezia                                                 | Veicolo all-terrain cingolato | 153          |              | Veicolo all-terrain cingolato articolato di produzione svedese. |              |
| Veicoli di comando e controllo                                            |                                                        | |              |              | |              |
| Stripbv 90 AStripbv 90 C                                                  | Svezia                                                 | Veicolo comando corazzato | 542          |              | Versione veicolo di comando dello Strf 9040. |              |
| Störpbv 90                                                                | Svezia                                                 | Veicolo corazzato per guerra elettronica                                                                                              | 1            |              | Versione per guerra elettronica dello Strf 9040. |              |
| \| Patgb 202 \| Stripatgb 2021Störpatgb 2022Pejlpatgb 2023Rlpatgb 2024 \| | Finlandia                                              | Veicolo comando corazzatoVeicolo corazzato per guerra elettronicaVeicolo corazzato di posizionamentoVeicolo corazzato da segnalazione | 20           |              | Patria XA-202S prodotto in Finlandia. |              |
| Veicoli del genio                                                         |                                                        | |              |              | |              |
| Hjullastare 18T                                                           | Svezia                                                 | Pala caricatrice corazzata |              |              | Versione militare del Volvo L90F. |              |
| Djminröjm 1 T                                                             | Svezia                                                 | Veicolo sminatore |              |              | Noto con il nome commerciale di Scanjack 3500. |              |
| Bgbv 90Bgbv 90 A1Bgbv 90 C                                                | Svezia                                                 | Veicolo corazzato da recupero | 2123         |              | Versione da recupero dello Strf 9040. |              |
| Bgbv 120                                                                  | Germania                                               | Veicolo corazzato da recupero | 14           |              | Versione da recupero del Leopard 2 tedesco. |              |
| Brobv 120                                                                 | Germania                                               | Veicolo gettaponte corazzato | 6            |              | Versione gettaponti del Leopard 2 tedesco. |              |
| Ingbv 120                                                                 | Germania Svizzera                                      | Veicolo da combattimento del genio | 6            |              | Versione per il genio del Leopard 2 tedesco. |              |
| Bandschaktare 23T SP                                                      | Stati Uniti                                            | Bulldozer corazzato |              |              | Versione militare del Cat D6R XL. |              |
| Bandschaktare 18T                                                         | Stati Uniti                                            | Bulldozer corazzato |              |              | Versione militare del Cat D6R. |              |
| Amfibiebro 400                                                            | Germania                                               | Veicolo gettaponte anfibio |              |              | 12 ordinati nel 2022, consegna prevista nel 2024. |              |
| Patgb 202                                                                 | Stripatgb 2021Störpatgb 2022Pejlpatgb 2023Rlpatgb 2024 | |              |              | |              |

### Artiglieria
| Modello                                            | Origine                 | Tipo                    | Quantità                | Foto                    | Dettagli |                         |
| Semoventi d'artiglieria                            | Semoventi d'artiglieria | Semoventi d'artiglieria | Semoventi d'artiglieria | Semoventi d'artiglieria | Semoventi d'artiglieria | Semoventi d'artiglieria |
| -------------------------------------------------- | ----------------------- | ----------------------- | ----------------------- | ----------------------- | --- | ----------------------- |
| Archer                                             | Svezia                  | Artiglieria semovente   | 48                      |                         | Obice da 155 mm montato su camion utilizzando i vecchi FH-77 di loro produzione. Nel 2020 è stato deciso di acquisirne altri 24 per portare il totale a 72.                  |                         |
| Grkpbv 90                                          | Svezia                  | Mortaio semovente       | 40                      |                         | Versione svedese del CV-90 equipaggiato di mortaio a doppia canna. Altri 20 ordinati, consegna prevista fra il 2023 e il 2024.                                               |                         |
| Mortai                                             |                         |                         |                         |                         | |                         |
| 12 cm grk m/41 12 cm grk m/41 D 12 cm grk m/41 E-F | Svezia Finlandia        | Mortaio pesante         | 84                      |                         | Versione svedese del mortaio finlandese Tampella 120 Krh/40. |                         |
| 8 cm grk m/84 8 cm grk m/84 B                      | Israele Finlandia       | Mortaio medio           | 215                     |                         | Mortaio israeliano Soltam basato sul finlandese Tampella da 81 mm. |                         |
| Sistemi radar                                      |                         |                         |                         |                         | |                         |
| ArtlokRR 2091                                      | Svezia                  | Radar di controbatteria |                         |                         | Artillerilokaliseringsradar 2091, commercialmente noto come ARTHUR (Artillery Hunting Radar). Può tracciare fino a 100 proiettili al minuto, dei quali 8 contemporaneamente. |                         |

### Sistemi di difesa aerea
| Modello                | Origine            | Tipo                | Quantità           | Foto               | Dettagli |                    |
| Missili terra-aria     | Missili terra-aria | Missili terra-aria  | Missili terra-aria | Missili terra-aria | Missili terra-aria | Missili terra-aria |
| ---------------------- | ------------------ | ------------------- | ------------------ | ------------------ | --- | ------------------ |
| RBS 23 BAMSE           | Svezia             | Missile terra-aria  |                    |                    | |                    |
| RBS-70                 | Svezia             | Missile terra-aria  |                    |                    | |                    |
| RBS 98                 | Svezia             | Missile terra-aria  | 16                 |                    | Quattro missili IRIS-T trasportati da un veicolo Bv 410. |                    |
| RBS 97                 | Stati Uniti        | Missile terra-aria  |                    |                    | In sostituzione con i Patriot. |                    |
| Lvsystem 103 Patriot   | Stati Uniti        | Missile terra-aria  | (4)                |                    | 4 units (per un totale di 12 lanciatori) da consegnarsi nel periodo 2021-2022. 100 missili MIM-104E PAC-2 GEM-T e 200 missili antibalistici PAC-3 MSE in consegna. |                    |
| Artiglieria contraerea |                    |                     |                    |                    | |                    |
| Lvkv 90Lvkv 90 C       | Svezia             | Semovente antiaereo | 273                |                    | Variante contraerea del CV-90 equipaggiata con cannone Bofors da 40 mm.                                                                                            |                    |

### Armi individuali
| Model                                              | Origin             | Type                              | Quantity | Image   | Details                                                                                                |         |
| Pistole                                            | Pistole            | Pistole                           | Pistole  | Pistole | Pistole                                                                                                | Pistole |
| -------------------------------------------------- | ------------------ | --------------------------------- | -------- | ------- | --- | ------- |
| Pist 88 Pist 88 B Pist 88 C Pist 88 C2 Pist 88 D   | Svezia             | Pistola                           |          |         | Pistola standard per tutti i reparti.                                                                  |         |
| Fucili d'assalto e da battaglia                    |                    |                                   |          |         | |         |
| Ak 4 B Ak 4 C Ak 4 D                               | Svezia             | Fucile da battaglia               |          |         | Fucile standard per la Guardia Nazionale, produzione svedese del tedesco Heckler & Koch G3.            |         |
| Ak 5 C Ak 5 D Ak 5 D Mk II                         | Svezia             | Fucile d'assalto                  |          |         | Fucile d'assalto standard basato sul belga FN FNC.                                                     |         |
| Diemaco C8SFW                                      | Canada             | Fucile d'assalto                  |          |         | Utilizzato dal Gruppo Operazioni Speciali.                                                             |         |
| Heckler & Koch G36C Heckler & Koch G36K            | Germania           | Fucile d'assalto                  |          |         | Utilizzato dal Gruppo Operazioni Speciali.                                                             |         |
| Ak 417                                             | Germania           | Fucile da battaglia di precisione |          |         | Automatkarbin 417, denominazione commerciale Heckler & Koch HK417.                                     |         |
| Fucili a pompa                                     |                    |                                   |          |         | |         |
| Hagelgevär 686                                     | Svezia             | Fucile a pompa                    |          |         | |         |
| Förstärkningsgevär 870 C                           | Stati Uniti Svezia | Fucile a pompa                    |          |         | |         |
| Hagelgevär 11-87                                   | Stati Uniti        | Fucile a pompa semiautomatico     |          |         | |         |
| Sniper rifles                                      |                    |                                   |          |         | |         |
| Psg 08                                             | Svezia             | Fucile di precisione              |          |         | Prickskyttegevär 08, denominazione commerciale Sako TRG-42, utilizzato dal Gruppo Operazioni Speciali. |         |
| Psg 90 Psg 90 B                                    | Svezia             | Fucile di precisione              |          |         | Prickskyttegevär 90, denominazione commerciale Accuracy International AW.                              |         |
| Ag 90 Ag 90 B Ag 90 C                              | Stati Uniti Svezia | Fucile anti-materiale             |          |         | Automatgevär 90, denominazione commerciale Barrett M82A1.                                              |         |
| Pistole mitragliatrici                             |                    |                                   |          |         | |         |
| Kpist MP 7                                         | Germania           | PDW                               |          |         | Kulsprutepistol MP 7, denominazione commerciale Heckler & Koch MP7A2.                                  |         |
| Heckler & Koch MP5                                 | Germania           | PDW                               |          |         | Usata dalle forze speciali.                                                                            |         |
| Armi di supporto                                   |                    |                                   |          |         | |         |
| Ksp 58 B Ksp 58 C STRF Ksp 58 C2 Ksp 58 E Ksp 58 F | Svezia             | Mitragliatrice ad uso generale    |          |         | Kulspruta 58, produzione svedese del belga FN MAG.                                                     |         |
| Ksp 90 Ksp 90 B Ksp 90 C                           | Svezia             | Mitragliatrice leggera            |          |         | Kulspruta 90, denominazioni commerciali FN Minimi e FN Minimi Para.                                    |         |
| Ksp 88                                             | Belgio             | Mitragliatrice pesante            |          |         | Kulspruta 88, denominazione commerciale FN M2 HB QCB.                                                  |         |
| Grsp 92                                            | Stati Uniti        | Lanciagranate automatico          |          |         | Granatspruta 92, denominazione commerciale Saco Defence Mk 19 Mod 3.                                   |         |

### Armi anticarro
| Model            | Origin         | Type                           | Quantity       | Image          | Details                                                                                          |                |
| Armi anticarro   | Armi anticarro | Armi anticarro                 | Armi anticarro | Armi anticarro | Armi anticarro                                                                                   | Armi anticarro |
| ---------------- | -------------- | ------------------------------ | -------------- | -------------- | ------------------------------------------------------------------------------------------------ | -------------- |
| Granatgevär m/18 | Svezia         | Cannone senza rinculo          |                |                | Carl Gustaf M4 (M/18).                                                                           |                |
| Pansarskott m/86 | Svezia         | Arma anticarro a colpo singolo |                |                | Bofors AT-4 or AT-4CS                                                                            |                |
| Robot 56 Bill    | Svezia         | Missile anticarro              |                |                | In servizio dal 1988 al 2013, ritornato in servizio nel dicembre 2019. Da sostituire con il MMP. |                |
| Robot 57         | Svezia         | Missile anticarro              |                |                | Noto come NLAW.                                                                                  |                |
| Robot 55         | Stati Uniti    | Missile anticarro              |                |                | Da sostituire con il MMP.                                                                        |                |

## Gradi
L'attuale sistema di gradi dell'esercito svedese è stato introdotto il 1 ottobre 2019.

### Ufficiali
| Ufficiali      | Ufficiali | Ufficiali                  | Ufficiali             | Ufficiali           | Ufficiali  | Ufficiali          | Ufficiali | Ufficiali | Ufficiali | Ufficiali    |
| Nazione        | OF-9      | OF-8                       | OF-7                  | OF-6                | OF-5       | OF-4               | OF-3      | OF-2      | OF-1      | OF-1         |
| -------------- | --------- | -------------------------- | --------------------- | ------------------- | ---------- | ------------------ | --------- | --------- | --------- | ------------ |
| Svezia         | General   | Generallöjtnant            | Generalmajor          | Brigadgeneral       | Överste    | Överstelöjtnant    | Major     | Kapten    | Löjtnant  | Fänrik       |
|                |           |                            |                       |                     |            |                    |           |           |           |              |
| Equivalente EI | Generale  | Generale di corpo d'armata | Generale di divisione | Generale di brigata | Colonnello | Tenente colonnello | Maggiore  | Capitano  | Tenente   | Sottotenente |

### Sottufficiali e comuni
| Sottufficiali graduati e truppa | Sottufficiali graduati e truppa | Sottufficiali graduati e truppa | Sottufficiali graduati e truppa | Sottufficiali graduati e truppa | Sottufficiali graduati e truppa | Sottufficiali graduati e truppa | Sottufficiali graduati e truppa | Sottufficiali graduati e truppa | Sottufficiali graduati e truppa | Sottufficiali graduati e truppa | Sottufficiali graduati e truppa | Sottufficiali graduati e truppa | Sottufficiali graduati e truppa | Sottufficiali graduati e truppa |
| Nazione                         | OR-9                            | OR-8                            | OR-7                            | OR-6                            | OR-6                            | OR-5                            | OR-5                            | OR-4                            | OR-3                            | OR-2                            | OR-2                            | OR-1                            | OR-1                            | OR-1                            |
| ------------------------------- | ------------------------------- | ------------------------------- | ------------------------------- | ------------------------------- | ------------------------------- | ------------------------------- | ------------------------------- | ------------------------------- | ------------------------------- | ------------------------------- | ------------------------------- | ------------------------------- | ------------------------------- | ------------------------------- |
| Svezia                          | Regementsförvaltare             | Förvaltare                      | Fanjunkare                      | Översergeant                    | Sergeant                        | Överfurir                       | Furir                           | Korpral                         | Vicekorpral                     | Menig 4                         | Menig 3                         | Menig 2                         | Menig 1                         | Menig                           |
| Equivalente EI                  | Primo luogotenente              | Maresciallo                     | Sergente maggiore capo          | Sergente maggiore               | Non equivalente                 | Sergente                        | Non equivalente                 | Caporal maggiore capo           | Caporal maggiore                | Caporale                        | Non equivalente                 | Soldato                         | Soldato                         | Soldato                         |